# 王厚立
王厚立（1930年—），浙江杭州人，中华人民共和国政治人物、外交官。
1989年，接替杨虎山，担任中华人民共和国驻利比亚大使。1994年，由秦鸿国接任。